# Jan Pyszko

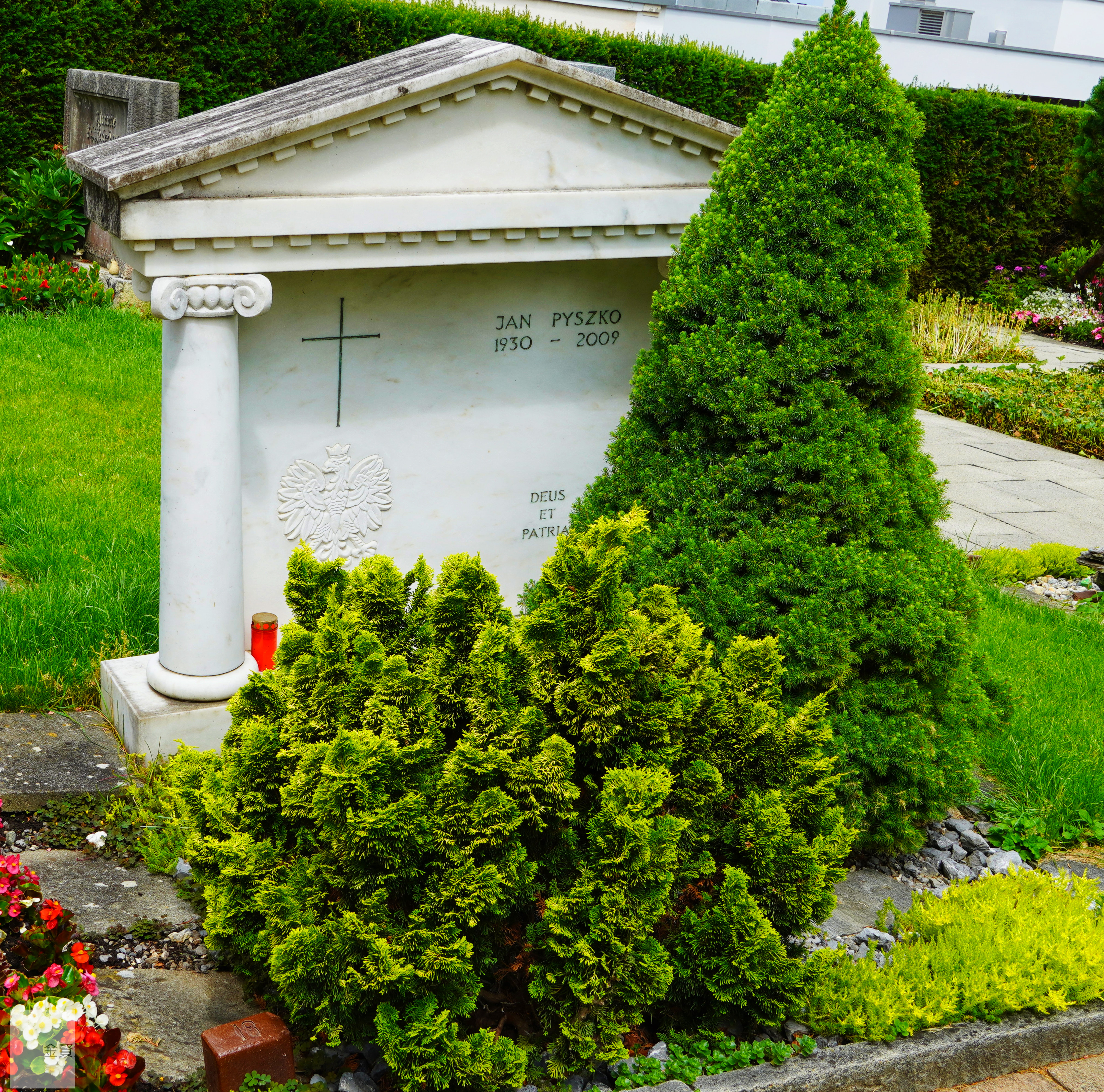
Grób Jana Pyszko

Jan Pyszko (ur. 14 kwietnia 1930 w Oldrzychowicach, zm. 18 października 2009 w Szwajcarii) – polski lekarz, doktor habilitowany nauk medycznych, nauczyciel akademicki, prezes Organizacji Narodu Polskiego – Liga Polska, działacz polonijny w Szwajcarii, kandydat w wyborach na prezydenta Polski w 2005.

## Życiorys

### Wykształcenie i praca zawodowa
W 1956 ukończył studia na Uniwersytecie Palackiego w Ołomuńcu, a w 1959 zdał egzamin państwowy z medycyny na Uniwersytecie Bazylejskim. W 1963 uzyskał stopień doktora, a w 1968 habilitację.
Od 1956 do 1958 pracował jako asystent w szpitalu w Karwinie. Następnie, do 1969 był zatrudniony w klinice chirurgicznej Uniwersytetu im. Palackiego. Od 1970 do 1974 pełnił funkcję zastępcy ordynatora w szpitalu kantonalnym w Delémont w Szwajcarii. Od 1975 do 1977 był pracownikiem naukowym Uniwersytetu w Bazylei. W okresie 1977–1979 pełnił funkcję ordynatora oddziału chirurgicznego w szpitalu miejskim w Bensheim w RFN. Był autorem 25 publikacji naukowych z zakresu medycyny. Od 1979 do 1998 prowadził prywatną poliklinikę w Binningen koło Bazylei.
W 1998 przyjechał do Polski. Został odznaczony m.in. Orderem „Polonia Semper Fidelis” (1996), Medalem Polonia Mater Nostra Est (2001), dwukrotnie medalem Senatu RP (1999 i 2000) oraz medalem zasługi Zarządu Głównego Związku Harcerstwa Polskiego.

### Działalność polityczna
Od 1994 do 1999 był wiceprezesem Związku Organizacji Polskich w Szwajcarii. W 1999 założył i stanął na czele Organizacji Narodu Polskiego – Liga Polska. Z jej ramienia zgłosił swoją kandydaturę w wyborach na prezydenta Polski w 2005. Poparcia udzieliły mu Fundacja dla Promocji Kultury i Szkolnictwa Polskiego, Kolegium Lekarzy Rodzinnych w Polsce, Komitet Wyborczy Wyborców Narodu Polskiego, Polskie Drużyny Strzeleckie, Samoobrona Narodu Polskiego, Związek Organizacji Polskich w Szwajcarii, Związek Polaków w Norwegii i Związek Zawodowy Rolników „Ojczyzna”. Po opublikowaniu jego spotu wyborczego okazało się, iż Jan Pyszko słabo mówi po polsku, w związku z czym jego szanse automatycznie zmalały w oczach wyborców.
Jego sztab wyborczy został zarejestrowany 27 czerwca 2005, a jego hasło wyborcze brzmiało: Dobry gospodarz dla Polski, troskliwy o Polaków w kraju i na emigracji. W wyborach odegrał jednak marginalną rolę, z poparciem 10 371 wyborców (0,07%) zajął 11. pozycję.
Po I turze wyborów zaapelował do swoich wyborców o skreślenie obu kandydatów.